# Pongu
Pongu ist eine platoide Sprache in Nigeria.
Es ist eine Kaijni-Sprache aus der Sprachfamilie der Niger-Kongo-Sprachen.
Die Zahl der Sprecher sinkt zunehmend, weil die Sprecher zumeist dazu übergehen, Englisch als Muttersprache zu sprechen, da Englisch als Amtssprache weitaus prestigeträchtiger ist.